# Pycnogonum sivertseni
Pycnogonum sivertseni är en havsspindelart som beskrevs av Stock, J.H. 1955. Pycnogonum sivertseni ingår i släktet Pycnogonum och familjen Pycnogonidae. Inga underarter finns listade i Catalogue of Life.